# 李大进
李大进（1958年—），河北博野人，中华人民共和国政治人物、第十二届全国人民代表大会北京地区代表。
毕业于北京大学法学专业，加入中国共产党。2013年，被选为全国人大代表。2018年1月，当选第十三届全国政协委员。